# Fall Number
『Fall Number』（フォールナンバー）は、白山書房がかつて発行していた沢登りと渓流釣り専門誌。

## 概要
白山書房が『渓流』の名称で1979年に創刊し、1982年17号から『Fall Number』に改名し、1986年に休刊となった。全36号。
同社が発行していた他の登山雑誌に『クライミングジャーナル』がある。